# Freddie and the Dreamers
Freddie and the Dreamers byla anglická beatová hudební skupina, založená v Manchesteru v roce 1962. V jejím čele stál bývalý mlékař, zpěvák Freddie Garrity, a v původní sestavě dále figurovali kytaristé Roy Crewdson a Derek Quinn, baskytarista Peter Birrell a bubeník Bernie Dwyer. Skupina spíše než hudbou proslula bizarními tanečními kreacemi.
Čtyři její singly se umístily v první desítce britské hitparády: „If You Gotta Make a Fool of Somebody“, „I'm Telling You Now“, „You Were Made for Me“ a „I Understand“. Singl „I'm Telling You Now“ se rovněž dostal na první příčku americké Billboard Hot 100. Rovněž vystupovali v několika filmech, včetně What a Crazy World (1963), Every Day's a Holiday (1965) a Cuckoo Patrol (1967). Skupina později vydala řadu dalších singlů a alb, ale na prvotní úspěch již nenavázala. Garrity pod názvem Freddie and the Dreamers vystupoval i po odchodu všech zbylých členů. Když sám v osmdesátých letech odešel, kapela pokračovala dále v čele s baskytarisou Alanem Moscou.